# George Evans (football)
Pour les articles homonymes, voir George Evans (homonymie).
George Evans , né le 13 décembre 1994 à Heald Green, est un footballeur anglais qui évolue au poste de milieu de terrain au Wrexham.

## Carrière
George Evans joue avec les équipes nationales de jeunes anglaises, jusqu'aux moins de 19 ans.
Le 19 janvier 2016, il rejoint le club de Reading.
Le 31 juillet 2018, il rejoint Derby County.
Le 1er février 2021, il rejoint Millwall.